# Magnus Schriefl

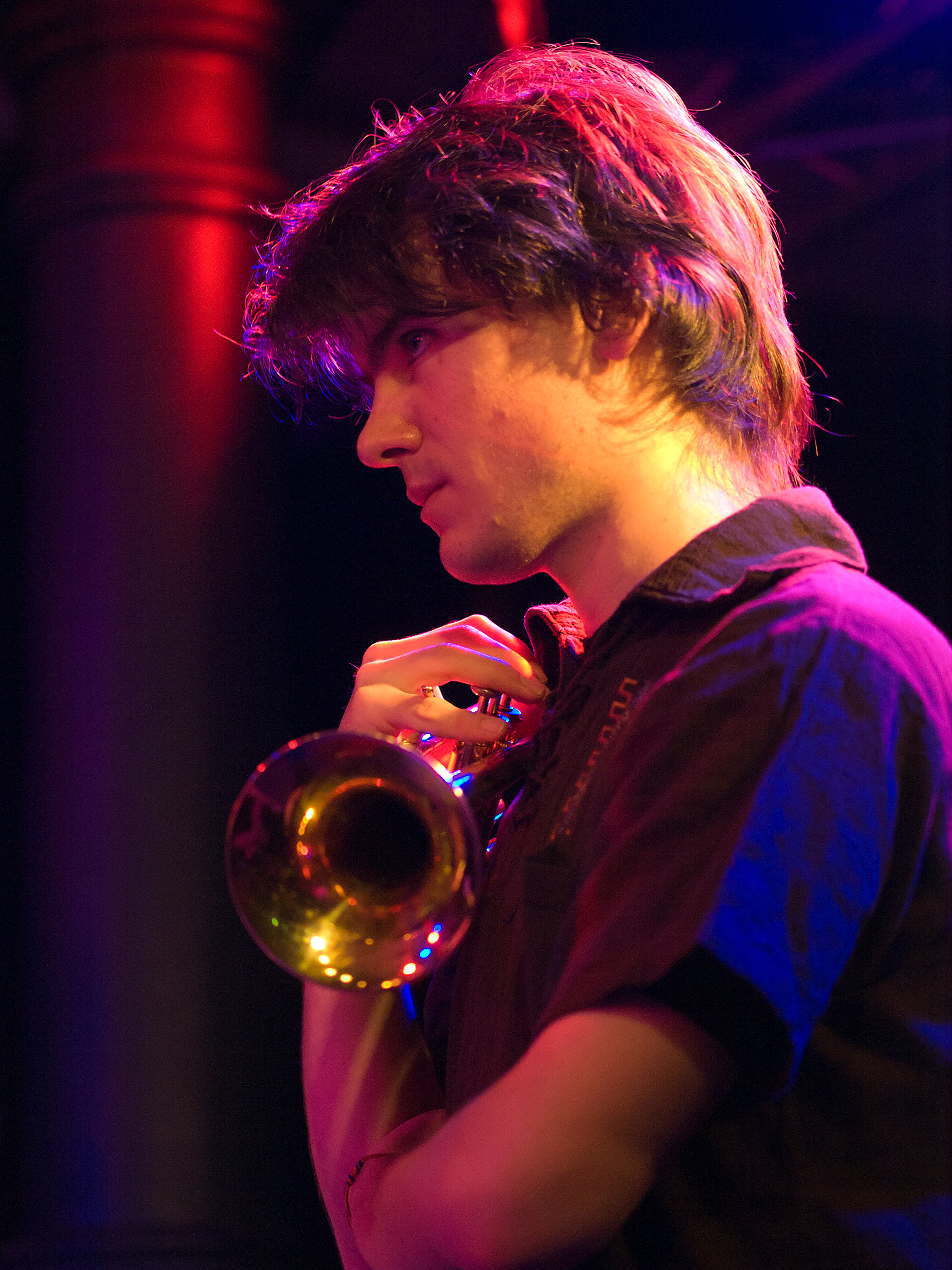
Magnus Schriefl im Jazzclub Unterfahrt (2011)

Magnus Schriefl (* 17. Januar 1983) ist ein deutscher Jazzmusiker (Trompete, Flügelhorn).

## Leben und Wirken
Schriefl stammt aus einer musikalischen Familie; sein älterer Bruder ist der Jazzmusiker Matthias Schriefl. Er wuchs in Maria-Rain auf und studierte Jazztrompete am Conservatorium van Amsterdam, am Jazz-Institut Berlin und am Conservatoire National Supérieure de Musique et de Danse de Paris. Darauf basierend konnte er an der Manhattan School of Music in New York bis 2012 ein Aufbaustudium absolvieren. Seitdem wohnt und arbeitet er wieder in Berlin.
Neben der Band Subtone' leitet er das Quartett Blume (mit Wanja Slavin, Peter Gall und Bernhard Meyer). Auch ist er Trompeter beim Andromeda Mega Express Orchestra. Zudem spielte er mit Johannes Enders, John Riley und Jay Anderson; auch nahm er mit dem Woima Collective, mit Sandboy und mit Sebastian Böhlen auf. 2007 und 2008 wurde er als Solist zum Festival Jazz Baltica in Salzau eingeladen, wo er unter anderem mit Randy Brecker auf der Bühne stand. Weiterhin trat er beim Bohemia Jazz Fest, beim Jazzfest Berlin, der Jazzwoche Burghausen, bei Jazzahead und in der Carnegie Hall auf.

## Preise und Auszeichnungen
Mit der Formation „Clave Azul“ unter der Leitung des Pianisten Daniel Stawinski wurde er mit dem Latin-Preis des Berliner Jazz & Blues Award 2005 ausgezeichnet. Schriefls Band Subtone erhielt 2008 mehrere Preise beim Internationalen Jazz-Wettbewerb Tremplin Jazz in Avignon und war 2014 Finalist beim Neuen Deutschen Jazzpreis. 2011 gewann Schriefl den ersten Preis bei der National Trumpet Competition in Fairfax, Virginia und den zweiten Preis beim Carmine Caruso International Jazz Trumpet Competition in Springfield, Missouri.

## Diskographische Hinweise
- Subtone High Tide (DoubleMoon, 2006)
- Subtone Morningside (mit Malte Dürrschnabel, Florian Höfner, Ruben Samana, Peter Gall sowie Christine Carter; Enja, 2010)
- Andromeda Mega Express Orchestra Bum Bum (Alien Transistor, 2010–2011)
- Blume (mit Wanja Slavin, Bernhard Meyer, Peter Gall; Unit Records 2015)
- Subtone Moose Blues (mit Malte Dürrschnabel, Florian Höfner, Matthias Pichler, Peter Gall; Laika, 2018)